# Willem Einthoven
Willem Einthoven (21. května 1860 Semarang – 29. září 1927 Leiden) byl nizozemský fyziolog, narozený v dnešní Indonésii. Byl také vynikajícím fyzikem: hlavní oblastí jeho zájmu se stala elektrofyziologie. Zabýval se záznamem akčních proudů činnosti srdce. Na základě vlastního bádání sestrojil v roce 1903 první elektrokardiograf (EKG) a v roce 1905 provedl první praktický telemedicínský přenos EKG na vzdálenost 1,5 km pomocí telefonní linky. V roce 1924 obdržel Nobelovu cenu za lékařství.

## Život
Willem Einthoven se narodil v tehdejší Nizozemské východní Indii, což je dnešní Indonésie, na ostrově Jáva. Otec zde byl lékařem, po jeho smrti se matka s dětmi vrátila zpět do Nizozemska v roce 1870. Einthoven vystudoval medicínu na Univerzitě v Utrechtu a profesorem se stal již v 25 letech na Univerzitě v Leidenu. V nizozemském Leidenu také zemřel.

## Ocenění
Po Einthovenovi je pojmenována řada termínů v kardiologii, např. Einthovenův trojúhelník, Einthovenův zákon.
Celkem publikoval 127 vědeckých příspěvků, především o EKG. V roce 1923 byl zvolen korespondujícím členem Akademie věd v Göttingenu, v roce 1925 členem Německé akademie věd Leopoldina a v roce 1927 American Academy of Arts and Sciences.